# Ikke-jernholdige metaller
I metallurgi er ikke-jernholdige metaller ethvert metal, inklusive legeringer, der ikke indeholder jern i væsentlige mængder. Generelt er de dyrere end jernholdige metaller, og de bliver brugt pga. deres egenskaber som lav vægt (f.eks. aluminium), højere konduktivitet (f.eks. kobber), ikke-magnetiske egenskaber eller modstandsdygtighed mod korrosion (f.eks. zink). Nogle ikke-jernholdige metaller bliver også brugt i jern- og stålindustrien. Eksempelvis bliver bauxit brug som flux til højovne, mens andre som wolframit, pyrolusit og chromit bliver brugt til jernlegeringer.
Vigtige ikke-jernholdige metaller inkluderer aluminium, kobber, bly, nikkel, tin, titanium og zink og legeringer som messing. Ædelmetaller som guld, sølv og platin og eksotiske eller sjældne metaller som cobalt, kviksølv, wolfram, beryllium, bismuth, cerium, cadmium, niobium, indium, gallium, germanium, lithium, selen, tantal, tellur, vanadium og zirkonium er også ikke-jernholdige. De bliver normalt udvundet fra mineraler som sulfider, carbonater og silikater. Ikke-jernholdige metaller bliver normalt raffineret via elektrolyse.